# Saint-Jean-le-Vieux (Isère)
Saint-Jean-le-Vieux is een gemeente in het Franse departement Isère (regio Auvergne-Rhône-Alpes) en telt 203 inwoners (1999). De plaats maakt deel uit van het arrondissement Grenoble.

## Geografie
De oppervlakte van Saint-Jean-le-Vieux bedraagt 4,6 km², de bevolkingsdichtheid is 44,1 inwoners per km².
De onderstaande kaart toont de ligging van Saint-Jean-le-Vieux (Isère) met de belangrijkste infrastructuur en aangrenzende gemeenten.

## Demografie
Onderstaande figuur toont het verloop van het inwonertal (bron: INSEE-tellingen).